# Regeringen Frederiksen I
Regeringen Frederiksen I var Danmarks regering mellan 27 juni 2019 och 15 december 2022. Statsminister var Mette Frederiksen. Det var en minoritetsregering enbart bestående av Socialdemokratiet som styrde med stöd av ett avtalsmässigt samarbete med Radikale Venstre, Socialistisk Folkeparti och Enhedslisten. De grönländska partierna Inuit Ataqatigiit och Siumut samt Javnaðarflokkurin från Färöarna stödde också denna regering.
Som en följd av minksaken hotade Radikale Venstre i början av juli 2022 med misstroendeförklaring om inte regeringen utlyste val senast 4 oktober samma år. Den 5 oktober 2022 meddelade därför Frederiksen att ett nytt val skulle hållas till Folketinget den 1 november 2022. I valet gick Socialdemokratiet framåt och de partier som uttalat stöd för en socialdemokratiskt ledd regering fick på nytt majoritet i Folketinget. Dock valde Frederiksen dagen efter valet att lämna in sin avskedsansökan som statsminister, med motiveringen "Det är klart att det inte längre finns en majoritet bakom regeringen i dess nuvarande form".
Istället sökte Frederiksen stöd över blockgränserna för bilda en ny regering inkluderande borgerliga partier.

## Ministären
Följande ministrar ingick i regeringen:
| Ämbete                                                               | Minister | Minister                   | Tillträdde       | Avgick           | Parti             |
| -------------------------------------------------------------------- | -------- | -------------------------- | ---------------- | ---------------- | ----------------- |
| Statsminister                                                        |          | Mette Frederiksen          | 27 juni 2019     | 15 december 2022 | Socialdemokratiet |
| Utrikesminister                                                      |          | Jeppe Kofod                | 27 juni 2019     | 15 december 2022 | Socialdemokratiet |
| Justitieminister                                                     |          | Nick Hækkerup              | 27 juni 2019     | 2 maj 2022       | Socialdemokratiet |
| Justitieminister                                                     |          | Mattias Tesfaye            | 2 maj 2022       | 15 december 2022 | Socialdemokratiet |
| Finansminister                                                       |          | Nicolai Wammen             | 27 juni 2019     | 15 december 2022 | Socialdemokratiet |
| Försvarsminister                                                     |          | Trine Bramsen              | 27 juni 2019     | 4 februari 2022  | Socialdemokratiet |
| Försvarsminister                                                     |          | Morten Bødskov             | 4 februari 2022  | 15 december 2022 | Socialdemokratiet |
| Näringsminister                                                      |          | Simon Kollerup             | 27 juni 2019     | 15 december 2022 | Socialdemokratiet |
| Minister för utvecklingssamarbete                                    |          | Rasmus Prehn               | 27 juni 2019     | 19 november 2020 | Socialdemokratiet |
| Minister för utvecklingssamarbete                                    |          | Flemming Møller Mortensen  | 19 november 2020 | 15 december 2022 | Socialdemokratiet |
| Arbetsmarknadsminister                                               |          | Peter Hummelgaard          | 27 juni 2019     | 15 december 2022 | Socialdemokratiet |
| Invandrar- och integrationsminister                                  |          | Mattias Tesfaye            | 27 juni 2019     | 2 maj 2022       | Socialdemokratiet |
| Invandrar- och integrationsminister                                  |          | Kaare Dybvad Bek           | 2 maj 2022       | 15 december 2022 | Socialdemokratiet |
| Utbildningsminister samt barnminister                                |          | Pernille Rosenkrantz-Theil | 27 juni 2019     | 15 december 2022 | Socialdemokratiet |
| Energi-, klimat- och försörjningsminister                            |          | Dan Jørgensen              | 27 juni 2019     | 15 december 2022 | Socialdemokratiet |
| Livsmedels-, jordbruks- samt fiskeminister                           |          | Mogens Jensen              | 27 juni 2019     | 18 november 2020 | Socialdemokratiet |
| Livsmedels-, jordbruks- samt fiskeminister                           |          | Rasmus Prehn               | 19 november 2020 | 15 december 2022 | Socialdemokratiet |
| Jämställdhetsminister                                                |          | Mogens Jensen              | 27 juni 2019     | 18 november 2020 | Socialdemokratiet |
| Jämställdhetsminister                                                |          | Peter Hummelgaard          | 19 november 2020 | 4 februari 2022  | Socialdemokratiet |
| Jämställdhetsminister                                                |          | Trine Bramsen              | 4 februari 2022  | 15 december 2022 | Socialdemokratiet |
| Infrastrukturminister                                                |          | Benny Engelbrecht          | 27 juni 2019     | 4 februari 2022  | Socialdemokratiet |
| Infrastrukturminister                                                |          | Trine Bramsen              | 4 februari 2022  | 15 december 2022 | Socialdemokratiet |
| Socialminister                                                       |          | Astrid Krag                | 27 juni 2019     | 15 december 2022 | Socialdemokratiet |
| Inrikesminister                                                      |          | Astrid Krag                | 27 juni 2019     | 21 januari 2021  | Socialdemokratiet |
| Inrikesminister                                                      |          | Kaare Dybvad Bek           | 21 januari 2021  | 2 maj 2022       | Socialdemokratiet |
| Inrikesminister                                                      |          | Christian Rabjerg Madsen   | 2 maj 2022       | 15 december 2022 | Socialdemokratiet |
| Bostadsminister                                                      |          | Kaare Dybvad Bek           | 27 juni 2019     | 2 maj 2022       | Socialdemokratiet |
| Bostadsminister                                                      |          | Christian Rabjerg Madsen   | 2 maj 2022       | 15 december 2022 | Socialdemokratiet |
| Skatteminister                                                       |          | Morten Bødskov             | 27 juni 2019     | 4 februari 2022  | Socialdemokratiet |
| Skatteminister                                                       |          | Jeppe Bruus                | 4 februari 2022  | 15 december 2022 | Socialdemokratiet |
| Miljöminister                                                        |          | Lea Wermelin               | 27 juni 2019     | 15 december 2022 | Socialdemokratiet |
| Hälsominister                                                        |          | Magnus Heunicke            | 27 juni 2019     | 15 december 2022 | Socialdemokratiet |
| Äldreminister                                                        |          | Magnus Heunicke            | 27 juni 2019     | 21 januari 2021  | Socialdemokratiet |
| Äldreminister                                                        |          | Astrid Krag                | 21 januari 2021  | 15 december 2022 | Socialdemokratiet |
| Kultur- och kyrkominister                                            |          | Joy Mogensen               | 27 juni 2019     | 16 augusti 2021  | Socialdemokratiet |
| Kultur- och kyrkominister                                            |          | Ane Halsboe-Jørgensen      | 16 augusti 2021  | 15 december 2022 | Socialdemokratiet |
| Minister för högre utbildning samt minister för forskning och teknik |          | Ane Halsboe-Jørgensen      | 27 juni 2019     | 16 augusti 2021  | Socialdemokratiet |
| Minister för högre utbildning samt minister för forskning och teknik |          | Jesper Petersen            | 16 augusti 2021  | 15 december 2022 | Socialdemokratiet |
| Minister för nordiskt samarbete                                      |          | Mogens Jensen              | 27 juni 2019     | 18 november 2020 | Socialdemokratiet |
| Minister för nordiskt samarbete                                      |          | Flemming Møller Mortensen  | 19 november 2020 | 15 december 2022 | Socialdemokratiet |